# 孔雀王2
『孔雀王2 幻影城』（くじゃくおうツー げんえいじょう）は、1989年にセガから発売された日本のアクションゲーム。対応機種はメガドライブ。日本国外では一部グラフィックが差し替えられ、『Mystic Defender』のタイトルで発売された。

## 概要
本作は荻野真の漫画『孔雀王』（1985年 - 1989年）を題材としたキャラクターゲーム。主人公は孔雀。内容は、攻撃とジャンプを基本とした、ライフ制の横スクロールを基本としたアクションゲームである。ステージは8つ。多くのステージにはボスが存在しており、それを倒せばステージクリアとなる。
本作が『孔雀王2』となっているのは、セガの前機種に当たるセガ・マークIIIでアドベンチャーゲーム『孔雀王』（1988年）が発売されていた事からではなく、同時期にOVAとして同名作品が発売されたためである。

## ゲーム内容

### 武器
孔雀の扱う武器は切り替えボタンによって4種類を選択可能。攻撃は溜め撃ちが可能で、ボタンを長く押して放せば、より強力な攻撃となる。前方に弾を撃つ「発勁」、十字ボタンで方向をコントロールできる火炎放射である「火焔」、画面端で跳ね返る弾を最大6つ発射できる「閃光」、使用回数に制限があるが画面内の敵を一掃する「電撃」がある（『メガドライブのすべて』 p.136）。

### アイテム
体力を回復する「青玉」、溜め撃ち時のゲージ上昇速度の向上する「赤玉」が存在する。赤玉を取り続ける事で4段階まで効果が累積するが、ミスをすることで一段階低下する（『メガドライブのすべて』 p.137）。

## ストーリー
現代に復活した第六天魔王・織田信長は、ケルビムを復活させ、この世の終末をもくろむ。その上、孔雀の仲間である阿修羅も拉致されてしまい、生け贄となろうとしている。孔雀は信長の野望を阻止するため、旅立った。

## スタッフ
- 企画：SUKEBE J
- グラフィック・デザイン：PHENIX RIE（小玉理恵子）、UD1、CHOKO（川口貴子）
- プログラム：SEXY DYNAMITE、BENJO KOUROGI
- 音楽：TARNYA（鎌谷千佳子）

## 評価
- ゲーム誌『ファミコン通信』の「クロスレビュー」では合計25点（満40点）となっている[5]。

- ゲーム誌『メガドライブFAN』の読者投票による「ゲーム通信簿」での評価は以下の通りとなっており、17.07点（満30点）となっている[1]。

| 項目 | キャラクタ | 音楽 | 操作性 | 熱中度 | お買得度 | オリジナリティ | 総合  |
| 得点 | 3.37       | 2.85 | 2.66   | 2.77   | 2.60     | 2.82           | 17.07 |

- ゲーム本『メガドライブ大全』（2004年、太田出版）では、「赤ん坊みたいなスライムや、ゾンビみたいな敵を独鈷杵や炎、ビームなど4つの技を切り替えて、敵をぐちゃぐちゃと倒していく、キモいジャンプアクション。原作のグロい部分をきっちりドット絵で描いているわけだ。しかし、ジャンプのタイミングはシビア。ドット単位の踏切がつらすぎる」と評している[3]。